# Latifa Jbabdi
Latifa Jbabdi (en árabe: لطيفة جبابدي), es una activista marroquí de los derechos humanos, líder de la Unión Socialista, y expresidenta de la Unión de Acción Femenina (UAF) que nació el 26 de enero de 1955 en Tiznit. Fue galardonada con una medalla real por el rey Mohamed VI con motivo del Día del Trono. Sin embargo, fue descrita por su oposición a Hasán II y por su trabajo militante y científico.
También fue representante en la cámara baja de Marruecos.

## Educación
Latifa Jbabdi se licenció en Sociología en 1981 en la Facultad de Letras y Ciencias Humanas de Rabat, en la Universidad Mohammed V. En el año 2000, obtuvo un diploma de estudios feministas de posgrado en la Universidad de Montreal, y también presentó una tesis doctoral en sociología y desarrollo en la misma universidad sobre las políticas de integración de las mujeres en el desarrollo.

## Carrera Profesional
Además de ser miembro de la Instancia Equidad y Reconciliación, Latifa Jbabdi trabajó en el campo de la educación y fundó varias organizaciones de defensa de los derechos humanos. También fundó la Unión de Acción Femenina (UAF) en 1987, y ese mismo año, ocupó el cargo de redactora jefe en una de las revistas femeninas más importantes de Marruecos “8 Mars” hasta 1994.
Desde 2007 hasta 2011, Latifa Jbabdi fue diputada del Parlamento marroquí, donde desempeñó un papel importante en cuestiones de desarrollo social. También ocupó el cargo de negociadora en el Comité Nacional de Derechos Humanos. En 1998, las Naciones Unidas la nombraron embajadora de la sociedad civil para los derechos humanos en el Magreb y el mundo árabe, y coordinadora de la Marcha Mundial de las Mujeres. Asimismo, coordinó la Conferencia Regional de ONG (organizaciones no gubernamentales) de mujeres africanas en Viena en 1993. En 2005, Vital Voice la honró con el Premio al Liderazgo Global.